# 拉佩讷
拉佩讷（法語：La Penne，法語發音：[la pɛn]）是法国滨海阿尔卑斯省的一个市镇，属于尼斯区。

## 地理
拉佩讷（43°55'41"N, 6°56'56"E）面积18.08 平方千米，位于法国普罗旺斯-阿尔卑斯-蓝色海岸大区滨海阿尔卑斯省，该省份为法国东南部沿海省份，南濒地中海，西南至瓦尔省，西北接上普罗旺斯阿尔卑斯省，北部和东部与意大利接壤。
与拉佩讷接壤的市镇（或旧市镇、城区）包括：拉罗谢特、圣皮埃尔、阿斯克罗斯、屈埃布里、皮热泰涅、圣安托南、瓦尔河畔图埃。

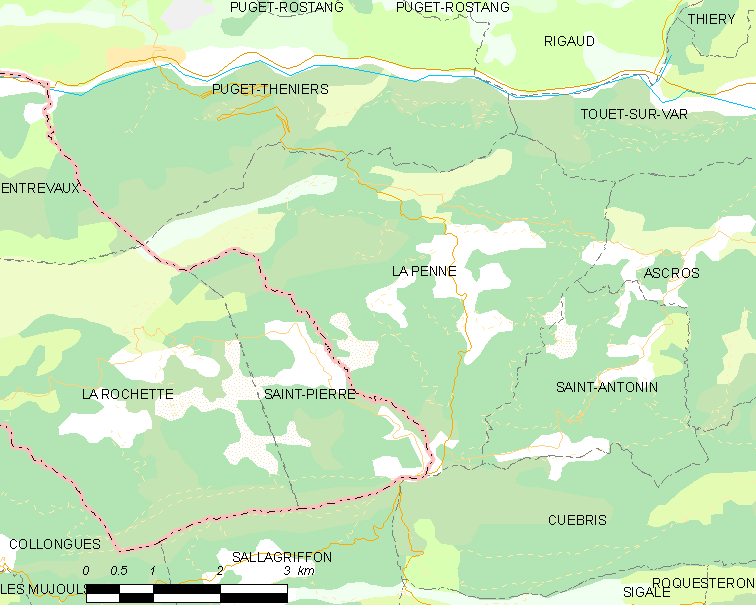
拉佩讷的OSM定位图

拉佩讷的时区为UTC+01:00、UTC+02:00（夏令时）。

## 行政
拉佩讷的邮政编码为06260，INSEE市镇编码为06093。

## 政治
拉佩讷所属的省级选区为旺斯县。

## 人口

1962-2008年间拉佩讷人口变化图示

拉佩讷于2022年1月1日时的人口数量为256人。